# Casanova Lerrone
Casanòva Lerróne ( Casanêuva in ligure) è un comune italiano sparso di 732 abitanti della provincia di Savona in Liguria. La sede comunale è ubicata presso la frazione di Borgo.

## Geografia fisica
Il territorio di Casanova Lerrone è situato lungo il versante sinistro del torrente Lerrone, insediandosi nella zona medio alta della valle omonima, risultando geograficamente l'ente comunale più occidentale della provincia. Dalla quota dei 75 m s.l.m. presso il confine amministrativo con Garlenda, il territorio si estende sino alla quota dei circa 600 m s.l.m. in prossimità del passo del Cesio, valico posto al confine tra le province di Savona ed Imperia.
Una caratteristica geografica del territorio di Casanova Lerrone è la presenza di ampie zone di castagneti, che si alternano ad uliveti coltivati e sfruttati nella produzione agricola nei pressi dei centri abitati.

## Storia

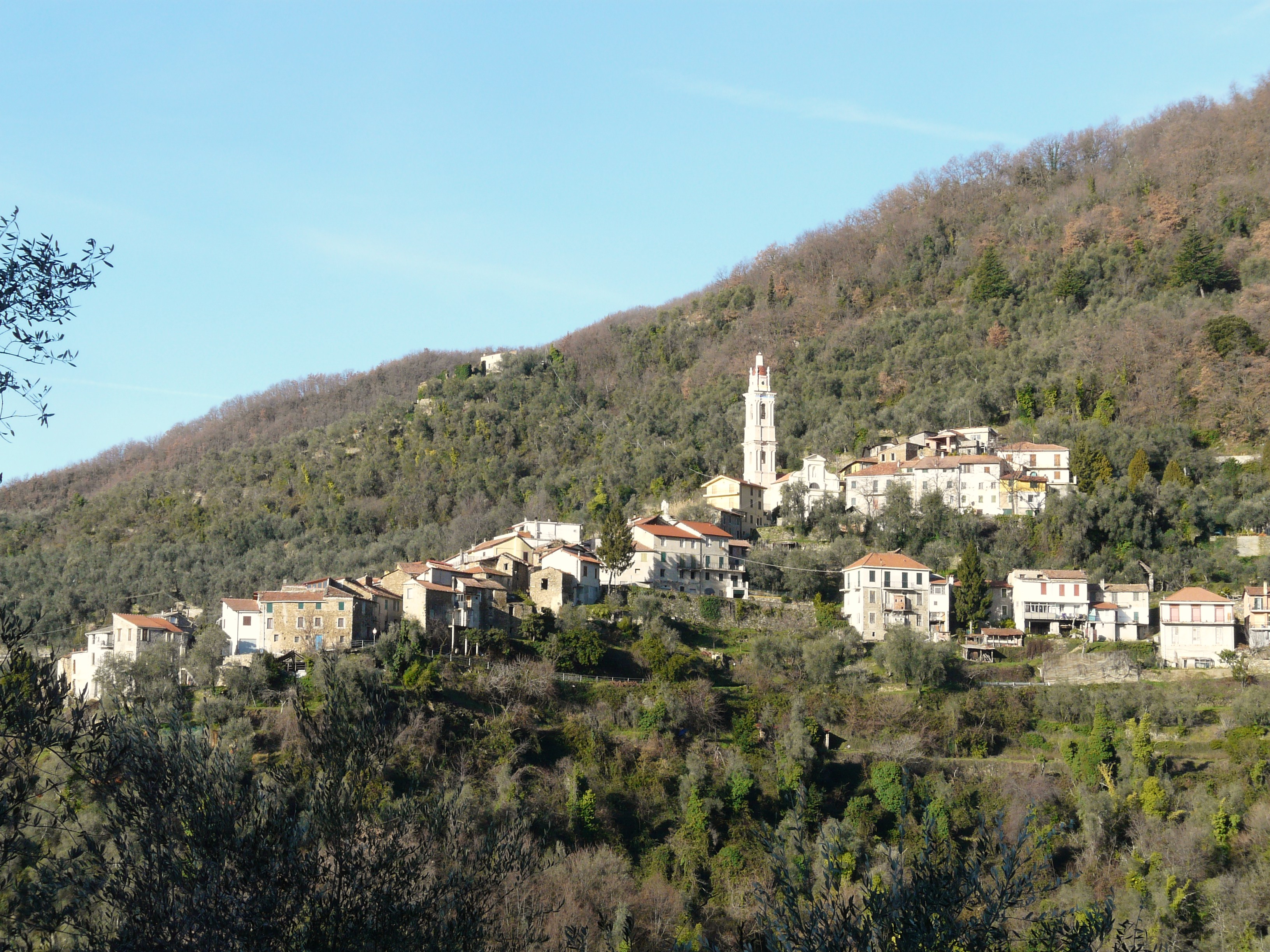
Panorama della frazione di Degna

Il primario centro agricolo di Casanova venne compreso inizialmente nel Comitato di Albenga e, a partire dal X secolo, nella successiva Marca Aleramica. Nel 1091 divenne possesso di Bonifacio del Vasto.
Il borgo crebbe di importanza strategica sotto la successiva amministrazione feudale dei Del Carretto che, agli inizi del XIII secolo, lo vendette ai marchesi di Clavesana; a partire dal 1250 rientrò tra i possedimenti del ponente ligure della famiglia Doria. Circa due secoli più tardi, intorno al 1443, divenne feudo dei conti della Lengueglia e ancora dei Negroni a partire dal 1663. Rientrato nell'orbita genovese, tra il 1763 e il 1764 eccessive imposte locali sollevarono vivaci proteste da parte della comunità casanovese contro il governo di Genova e la sua omonima repubblica.
Con la caduta del governo genovese e dissolti i feudi imperiali, la nuova municipalità di Casanova rientrò dal 2 dicembre 1797 nel Dipartimento del Letimbro, con capoluogo Savona, all'interno della Repubblica Ligure. Dal 28 aprile del 1798 fece parte del IV cantone, come capoluogo, della Giurisdizione di Centa e dal 1803 centro principale del IV cantone della Centa nella Giurisdizione degli Ulivi. Annesso al Primo Impero francese, dal 13 giugno 1805 al 1814 venne inserito nel Dipartimento di Montenotte.
Nel 1815 fu inglobato nella provincia di Albenga del Regno di Sardegna, così come stabilì il Congresso di Vienna del 1814, e successivamente nel Regno d'Italia dal 1861. Dal 1859 al 1926 il territorio fu compreso nel III mandamento di Andora del circondario di Albenga facente parte della provincia di Genova; nel 1927 con la soppressione del circondario ingauno passò, per pochi mesi, nel circondario di Savona e, infine, sotto la neo costituita provincia di Savona.
Con Regio Decreto n. 1234 dell'8 aprile 1863 assume la denominazione di Casanova Lerrone, giusta deliberazione del Consiglio Comunale del 29 luglio 1862. Gli ultimi aggiustamenti ai confini amministrativi risalgono al 1929 quando il Regio Decreto n. 774 del 28 marzo sancì la soppressione del comune di Vellego e il suo inglobamento — una parte, in quanto l'ex frazione di Ginestro confluì invece nel territorio comunale di Testico — all'interno del comune casanovese.
Dal 1973 al 31 dicembre 2008 ha fatto parte della Comunità montana Ingauna e, con le nuove disposizioni della Legge Regionale n° 24 del 4 luglio 2008, ha fatto parte fino al 2011 della Comunità montana Ponente Savonese.
Dal 2014 al 2024 ha fatto parte dell'Unione dei comuni della vite e dell'ulivo.

### Simboli
Stemma
Gonfalone
Bandiera

Lo stemma e il gonfalone sono stati concessi con decreto del presidente della Repubblica del 5 giugno 1951.

## Monumenti e luoghi d'interesse

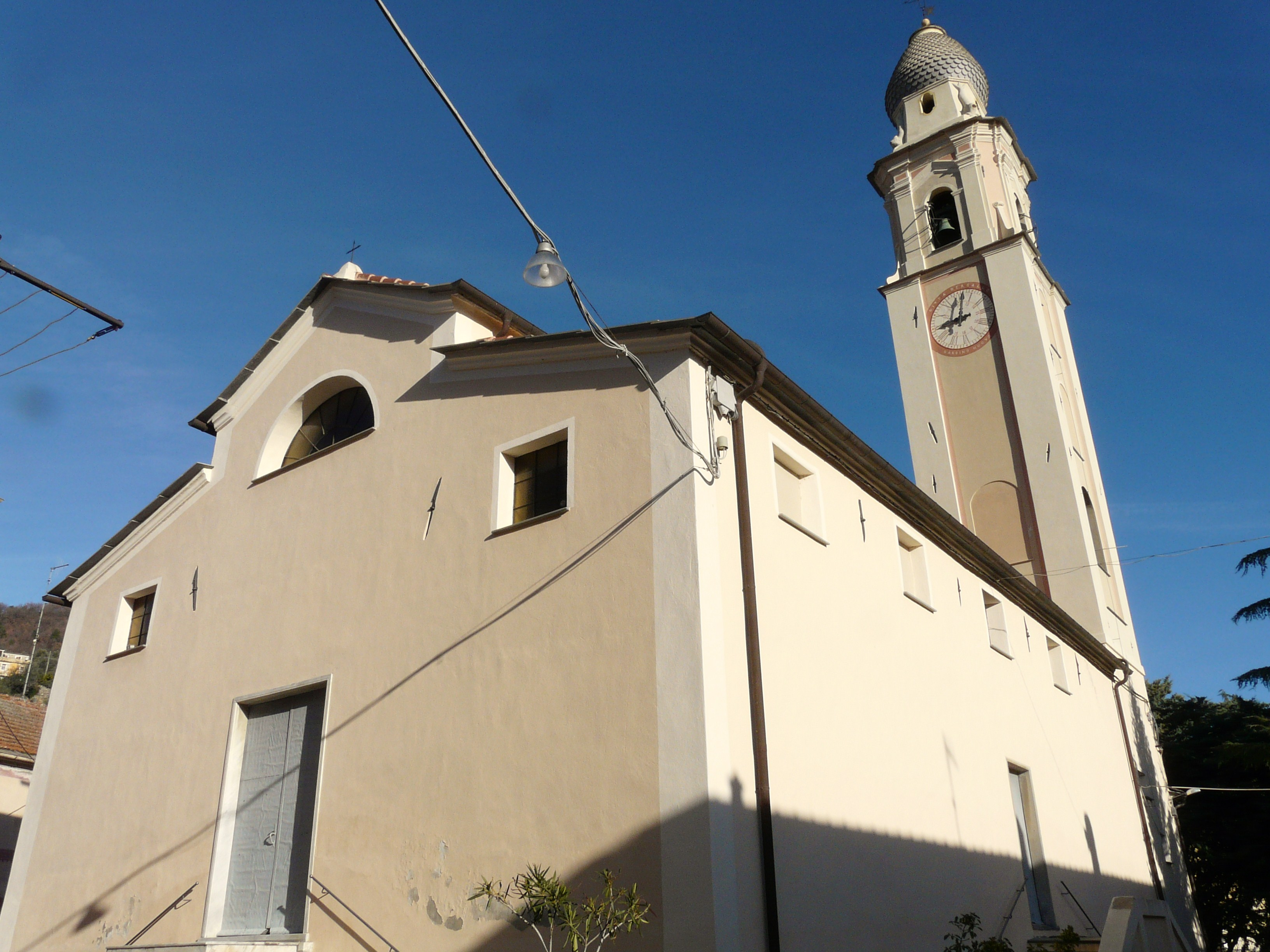
La chiesa di Sant'Antonino nel capoluogo comunale

### Architetture religiose
- Chiesa parrocchiale di Sant'Antonino nel capoluogo. Eretta in stile barocco, conserva un polittico del 1552 attribuito alla scuola pittorica dei Brea[10] e un gruppo ligneo raffigurante l'Annunciazione[11].
- Chiesa di San Matteo nella frazione di Bosco.
- Chiesa di San Luca nella frazione di Degna.
- Santuario di Nostra Signora della Visitazione nella frazione di Degna. Edificato sul luogo dell'apparizione mariana[11] ad una pastora sordomuta, che ritrovò l'uso della parola[11] come tramanda la tradizione locale, nel XVII secolo, custodisce al suo interno un gruppo ligneo attribuito allo scultore Anton Maria Maragliano[11].
- Chiesa dei Santi Pietro e Paolo nella frazione di Marmoreo.
- Chiesa parrocchiale dei Santi Antonio e Giuliano nella frazione di Vellego. L'organo, datato al 1882, è opera dell'organaro Angelo Dessiglioli.
- Cappella di San Rocco nella località di Bassanico.

### Architetture militari
Nel territorio comunale rimangono ad oggi due castelli di epoca feudale: il castello di Poggiolo nella località di Bassanico e la fortificazione eretta dalla famiglia Doria presso il capoluogo comunale.
Il primo venne edificato in epoca medievale dai conti Della Lengueglia - e ora di proprietà privata - presentandosi come una villa fortificata lungo l'antica mulattiera e percorso obbligato per l'alta valle del Lerrone, per il passo del Ginestro (677 m s.l.m.) e il territorio comunale di Testico; la struttura è consta da sontuose sale e stanze con arredi del XVII secolo.
Restano inoltre le antiche rovine delle fortificazioni erette dai marchesi Del Carretto e dei Maremo e nella frazione di Vellego i resti della quadrangolare torre detta "di Ubaga".

### Opere d'arte
Nella frazione di San Bernardo a Marmoreo si trova la Sentinella della pace, opera di Rainer Kriester dedicata al partigiano Felice Cascione.

## Società

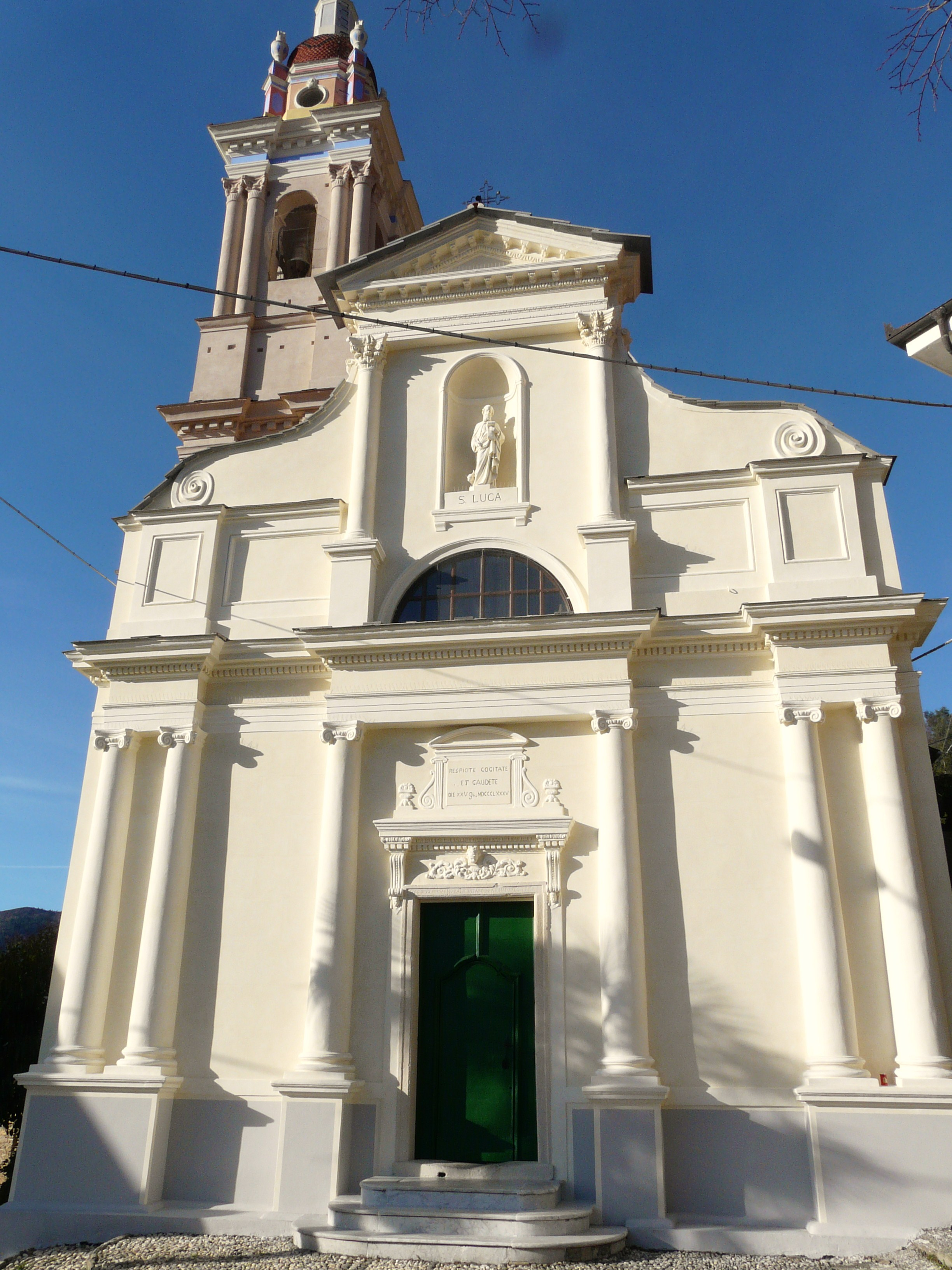
Parrocchia di san Luca frazione Degna

### Evoluzione demografica
Abitanti censiti

### Etnie e minoranze straniere
Secondo i dati Istat al 31 dicembre 2019, i cittadini stranieri residenti a Casanova Lerrone sono 86, così suddivisi per nazionalità, elencando per le presenze più significative:
1. Germania, 27

## Geografia antropica

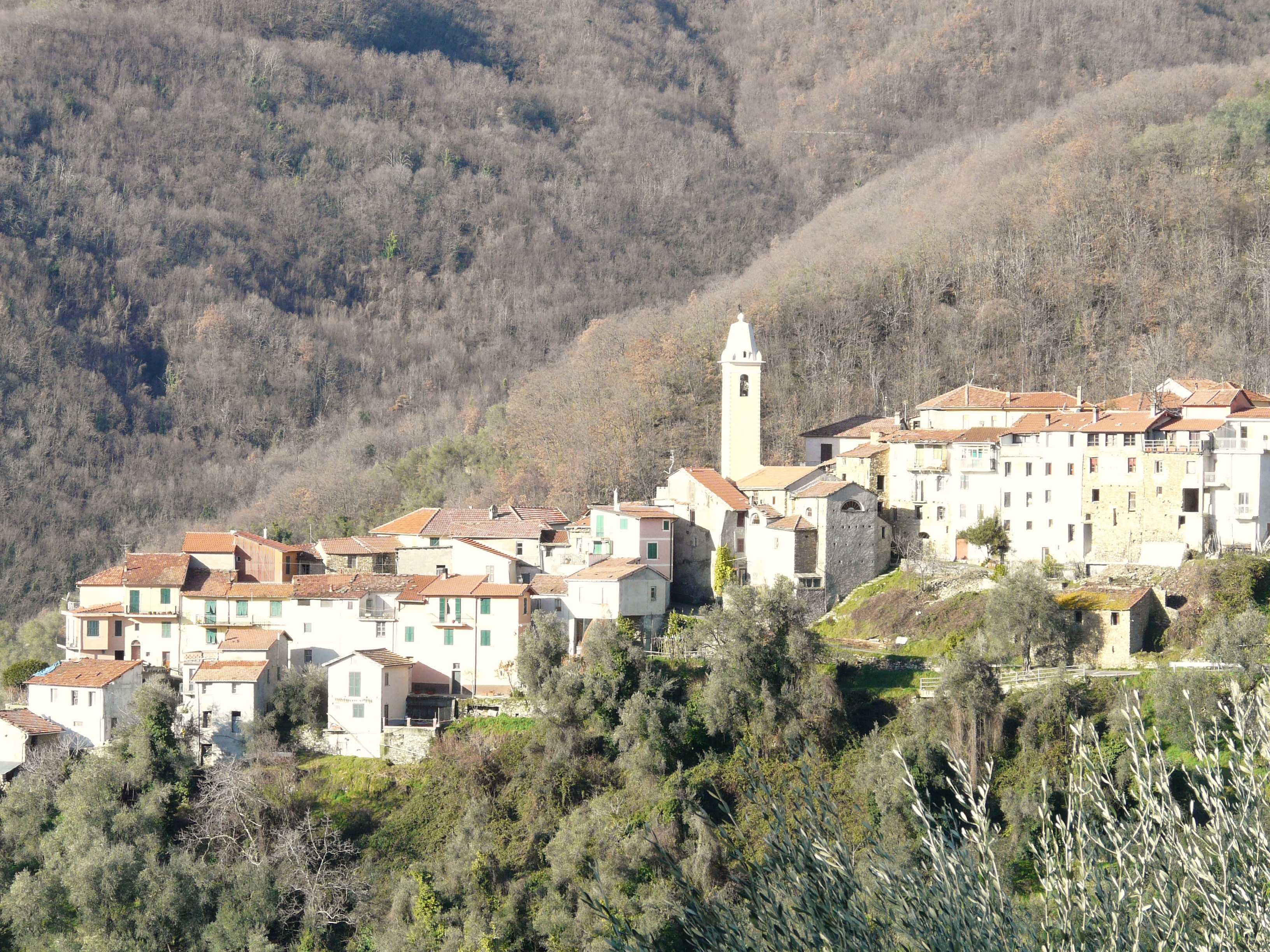
Panorama della frazione di Vellego

Oltre al capoluogo il territorio comunale comprende le frazioni di Bosco, Degna, Marmoreo e Vellego per una superficie territoriale di 24,23 km². Fanno altresì parte le borgate storiche di Borgo(sede comunale), Cardona, Cascina, Case, Raimondi, Castellaro, Comparati, Roveira, Maremo Soprano, Maremo Sottano, Poggio, Ranco, Costa, Trevo, Case Soprane, Segua, Cardoni, Cesii e Fossato.
Confina a nord con i comuni di Borghetto d'Arroscia (IM), Ranzo (IM), Onzo ed Ortovero, a sud con Testico e Stellanello, ad ovest con Vessalico (IM) e Cesio (IM) e ad est con Villanova d'Albenga e Garlenda.

## Economia
Si basa principalmente sull'attività agricola, in particolare la coltivazione dei vigneti e degli oliveti. Nelle zone pianeggiante si coltivano invece ortaggi e frutta. In forte sviluppo è il turismo, con i numerosi e "preziosi" agriturismi presenti in tutte le frazioni.

## Infrastrutture e trasporti

### Strade
Il territorio di Casanova Lerrone è attraversato principalmente dalla strada provinciale 6 che permette il collegamento stradale con Garlenda, ad est, e con Cesio attraverso il passo del Ginestro (o del Cesio).

## Amministrazione

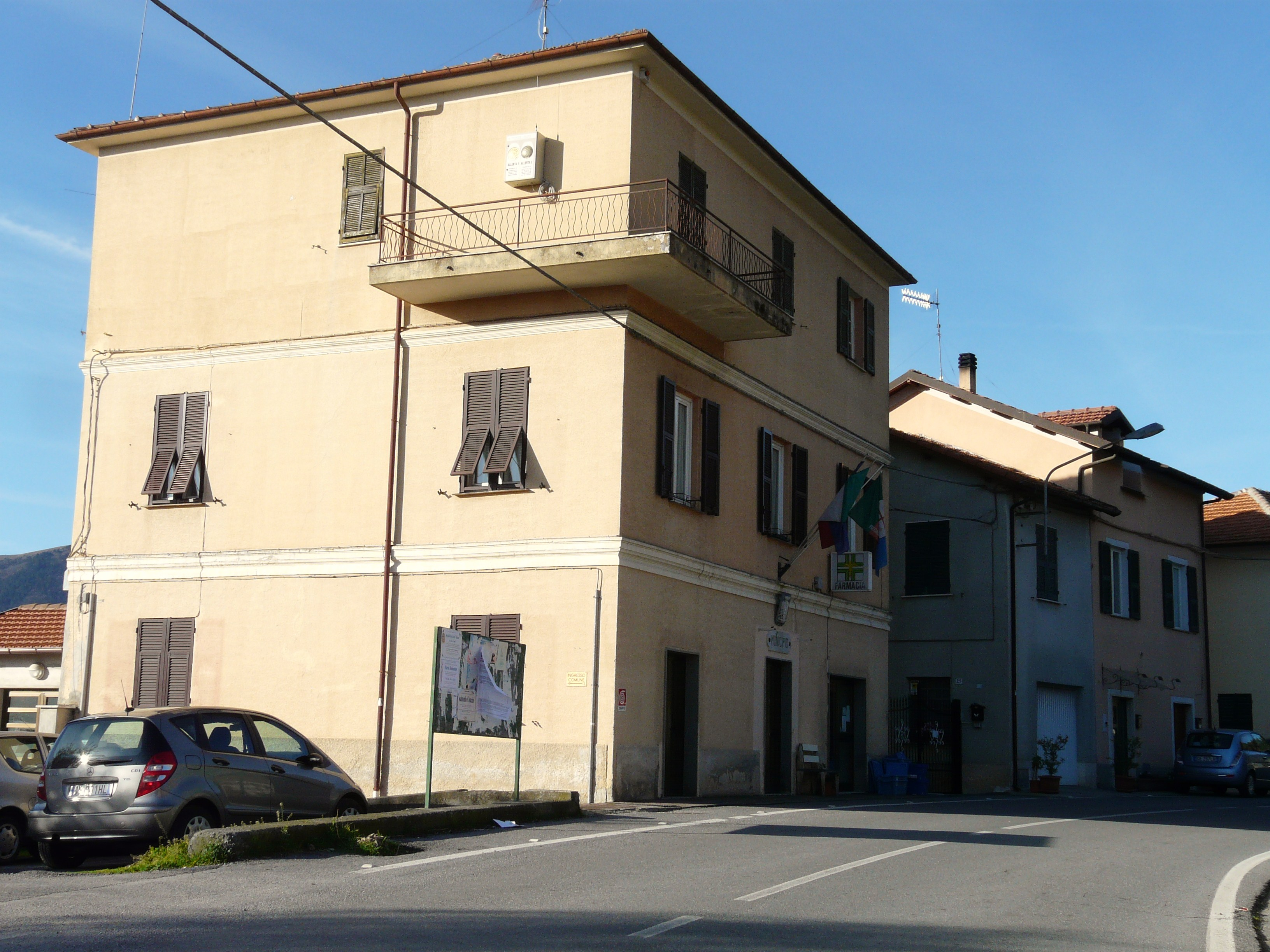
Il municipio

| Periodo        | Periodo        | Primo cittadino          | Partito                                    | Carica  | Note |
| -------------- | -------------- | ------------------------ | ------------------------------------------ | ------- | ---- |
| 27 giugno 1985 | 28 maggio 1990 | Graziano Aschero         | Democrazia Cristiana                       | Sindaco |      |
| 28 maggio 1990 | 24 aprile 1995 | Graziano Aschero         | Democrazia Cristiana                       | Sindaco |      |
| 24 aprile 1995 | 14 giugno 1999 | Giovanni Pietro Maurizio | lista civica                               | Sindaco |      |
| 14 giugno 1999 | 14 giugno 2004 | Sabrina Merlo            | lista civica                               | Sindaco |      |
| 14 giugno 2004 | 8 giugno 2009  | Sabrina Merlo            | lista civica                               | Sindaco |      |
| 8 giugno 2009  | 26 maggio 2014 | Michele Volpati          | Casanova cambia (lista civica)             | Sindaco |      |
| 26 maggio 2014 | 27 maggio 2019 | Michele Volpati          | Casanova per crescere (lista civica)       | Sindaco |      |
| 27 maggio 2019 | 10 giugno 2024 | Marino Beneccio          | Casanova uniti per crescere (lista civica) | Sindaco |      |
| 10 giugno 2024 | in carica      | Marino Beneccio          | Casanova uniti per crescere (lista civica) | Sindaco |      |